# Takashi Hirajima
Takashi Hirajima (japanisch 平島 崇 Hirajima Takashi; * 3. Februar 1982 in der Präfektur Osaka) ist ein ehemaliger japanischer Fußballspieler.

## Karriere
Hirajima erlernte das Fußballspielen in der Schulmannschaft der Hatsushiba Hashimoto High School. Seinen ersten Vertrag unterschrieb er 2000 bei den Avispa Fukuoka. Der Verein spielte in der höchsten Liga des Landes, der J1 League. Am Ende der Saison 2001 stieg der Verein in die J2 League ab. Für den Verein absolvierte er 43 Erstligaspiele. 2003 kehrte er zu Avispa Fukuoka zurück. 2005 wurde er mit dem Verein Vizemeister der J2 League und stieg in die J1 League auf. Für den Verein absolvierte er 54 Spiele. 2007 wechselte er zum Zweitligisten Kyoto Sanga FC. Am Ende der Saison 2007 stieg der Verein in die J1 League auf. Für den Verein absolvierte er 50 Spiele. Im Juli 2008 wechselte er zum Zweitligisten Cerezo Osaka. Für den Verein absolvierte er 35 Spiele. 2010 wechselte er zum Ligakonkurrenten Tokushima Vortis. Für den Verein absolvierte er 58 Erstligaspiele. 2013 wechselte er zu AC Nagano Parceiro. Ende 2013 beendete er seine Karriere als Fußballspieler.